# Казанская церковь (Глебово)
Храм Казанской иконы Божией Матери — православный храм Истринского благочиния Московской епархии, расположенный в селе Глебово Истринского района Московской области, памятник архитектуры.
Кладбищенская церковь строилась на средства местного помещика Степана Шиловского в 1856—1859 годах с благословения митрополита Московского и Коломенского Филарета. Пятишатровая церковь в русско-византийском стиле принадлежит к числу наиболее ранних повторений церкви Конногвардейского полка К. А. Тона. В храме имелись чтимая Казанская икона греческого письма, впоследствии утраченная.
В 1938 году последний священник храма, Алексий Смирнов (в 2002 году канонизован и включен в Собор новомучеников и исповедников Российских), был арестован и расстрелян на Бутовском полигоне, а церковь закрыли. Она стояла в запустении, постепенно разрушаясь, в 1989—1990 годах Глебовской птицефабрикой проводились работы по реконструкции, но не были завершены. 4 ноября 2003 года, в возвращённом верующим храме, был отслужен первый молебен. К церкви приписана часовня иконы Божией Матери Казанская.